# Trosa-Vagnhärads distrikt
Trosa-Vagnhärads distrikt är ett distrikt i Trosa kommun och Södermanlands län. 
Distriktet ligger omkring Trosa. 

## Tidigare administrativ tillhörighet
Distriktet inrättades 2016 och utgörs av socknarna Trosa och Vagnhärad (från 1926 sammanslagna till Trosa-Vagnhärads socken) i Trosa kommun.
Området motsvarar den omfattning Trosa-Vagnhärads församling hade 1999/2000. och fick 1926 när socknarnas församlingar gick samman.